# Melphalan
Melphalan (Handelsname Alkeran; Hersteller Aspen Pharma) ist ein Arzneistoff aus der Gruppe der Zytostatika. Die Substanz ist zur chemotherapeutischen Behandlung des multiplen Myeloms und des fortgeschrittenen Ovarialkarzinoms zugelassen, wird aber auch bei verschiedenen anderen Krebserkrankungen eingesetzt.
Chemisch handelt es sich bei Melphalan um ein Phenylalaninderivat des Mechlorethamins. Medizinisch verwendet wird das L- beziehungsweise (S)-Enantiomer verwendet. Das andere Enantiomer (Medphalan genannt) und das Racemat (Merphalan genannt) sind von untergeordneter Bedeutung.

## Wirkmechanismus
Melphalan ist ein Alkylans aus der Gruppe der Stickstoff-Lost-Verbindungen (zu der unter anderem auch Cyclophosphamid oder Bendamustin gehören). Diese Verbindungen übertragen Alkylgruppen auf die DNA-Base Guanin und führen zu chemischen Bindungen zwischen den DNA-Strängen. So veränderte Nucleinsäuren werden durch zelleigene Mechanismen an der weiteren Teilung und Proteinbiosynthese gehindert. Diese zytotoxischen Vorgänge finden in allen Zellen statt, vermindern aber insbesondere die Vermehrung der sich schnell teilenden Tumorzellen.

## Anwendung
Melphalan kann intravenös oder oral verabreicht werden. Die verwendete Dosis ist abhängig von der Indikation und der Nierenfunktion sowie dem Körpergewicht des Patienten. Ggf. muss die Dosis individuell angepasst werden.
Melphalan wird bei multiplem Myelom verwendet, wenn eine initiale Stammzelltransplantation nicht möglich ist. Dabei kommt üblicherweise eine Kombination mit anderen Zytostatika wie Thalidomid, Bortezomib oder Cyclophosphamid zum Einsatz.
Außerdem ist die Anwendung bei malignem Melanom und AL-Amyloidose möglich.
Im Rahmen einer Perfusion isolierter Extremitäten bei lokal fortgeschrittenen Weichteilsarkomen wird Melphalan in Kombination mit Tumornekrosefaktor Alpha (TNF-α) verwendet.
Da der Wirkstoff nur noch von einem Hersteller produziert wird, kam es zwischen 2014 und 2016 mehrfach zu Lieferengpässen.
Im August 2023 ließ die Food and Drug Administration (FDA) unter dem Namen Hepzato KIT eine Melphalaninjektionslösung mit zugehörigem Verabreichungssystem zu für die Behandlung für erwachsene Patienten mit Aderhautmelanom mit inoperablen Lebermetastasen. Das Chemotherapeutikum wird mit dem zugehörigen Applikator alle 6 bis 8 Wochen für insgesamt bis zu 6 Infusionen in die Leberarterie verabreicht.

## Nebenwirkungen
Wie die meisten Zytostatika kommt es unter der Melphalan-Einnahme sehr häufig zu Übelkeit, Erbrechen, Diarrhoen und – in höherer Dosierung – Haarausfall.
Da der Wirkstoff das Knochenmark supprimiert, kann es während der Therapie zu einem Abfall der Leukozyten und Thrombozyten im Blut kommen. Mögliche Folge ist das vermehrte Auftreten von Infektionen bzw. Blutungen.
Melphalan wirkt erbgutschädigend. Daher ist die Einnahme während Schwangerschaft und Stillzeit kontraindiziert. Bei Frauen kann eine Ovarialinsuffizienz mit Amenorrhoe die Folge sein, bei Männern ist eine irreversible Unfruchtbarkeit möglich. Auch bei der Behandlung von Kindern besteht ein Risiko für eine spätere Unfruchtbarkeit. Maßnahmen zur Erhaltung der Fruchtbarkeit sollten daher rechtzeitig vor Beginn der Behandlung besprochen werden.
Aufgrund der mutagenen Wirkung besteht überdies die Gefahr von Zweitmalignomen. In Kombination mit Thalidomid und Prednisolon wurde ein vermehrtes Auftreten von akuter lymphatischer Leukämie und myelodysplastischem Syndrom beobachtet.

## Melphalanflufenamid

Chemische Struktur des Prodrugs Melphalanflufenamid. Schwarz: die L-Phe-L-Phe-Dipeptidstruktur, türkis: Esterkomponente und Fluorsubstituent, blau: das Alkylans Chlormethin.

Das Prodrug Melphalanflufenamid passiert Zellmembranen besser als Melphalan selbst. Seit Februar 2021 ist es als Pepaxto in den USA zugelassen zur Behandlung des rezidivierten oder refraktären multiplen Myeloms, seit August 2022 als Pepaxti auch in der EU (Viertlinientherapie). Es wird dazu mit Dexamethason kombiniert.

## Regulierung
Über den Safe Drinking Water and Toxic Enforcement Act of 1986 besteht in Kalifornien seit 27. Februar 1987 eine Kennzeichnungspflicht für Produkte, die Melphalan enthalten, welche am 1. Juli 1990 erweitert wurde. Am 1. April 1988 wurde Merphalan ebenfalls in die Regelung aufgenommen.

## Externe Links zu erwähnten Verbindungen
1. ↑  Externe Identifikatoren von bzw. Datenbank-Links zu Merphalan:  CAS-Nr.: 531-76-0, PubChem: 4053, ChemSpider: 3913, Wikidata: Q27155886. Anderer Name: D/L-Melphalan.
2. ↑  Externe Identifikatoren von bzw. Datenbank-Links zu Medphalan:  CAS-Nr.: 13045-94-8, EG-Nr.: 814-399-1, ECHA-InfoCard: 100.247.424, PubChem: 20189, ChemSpider: 19016, Wikidata: Q27271686. Andere Namen: D-Melphalan, D-Sarcolysin.